# Anton Petri (Musiker)
Anton Petri (geboren am 12. Mai 1928 in Sălbăgelu Nou (deutsch Eichenthal), Königreich Rumänien; gestorben am 8. Mai 2005 in Freiburg im Breisgau) war ein deutscher Lehrer, Chorleiter, Dirigent und Buchautor.

## Leben

### Familie
Anton Petri war Angehöriger der Volksgruppe der Banater Schwaben, einer deutschsprachigen Minderheit in Rumänien. Verheiratet war er seit 1954 mit der Lehrerin Judith aus Vršac (Werschetz), geborene Petrowitsch. Dieser Ehe entstammen zwei Kinder: Sohn Norbert und Tochter Adelheid. 

### Wirken in Rumänien
Anton Petri besuchte die ersten vier Grundschulklassen an der deutschen Volksschule in Eichenthal, wo er zwei Jahre lang im Streichorchester des Lehrers Franz Grenzner das Geigenspiel erlernte. Die deutsche Mittelschule besuchte er in Lugoj (Lugosch). Darauf folgte ein Jahr Lehrerausbildung an der Lehrerbildungsanstalt „Banatia“ in Timișoara (Temeswar), die er wegen des Zweiten Weltkrieges abbrechen musste. 
Von 1945 bis 1949 war er zur Zwangsarbeit in die Sowjetunion verschleppt. Nach seiner Heimkehr setzte er seine Lehrerausbildung an der „Banatia“ fort, die er 1954 mit dem Lehrerdiplom beendete. 1962 begann er das Studium der Musik am Konservatorium „Gheorghe Dima“ in Cluj (Klausenburg), das er im Jahr 1966 mit einem Diplom in der Fachrichtung „Dirigieren und Komponieren“ abschloss.
Ab dem Jahre 1950 war er acht Jahre lang Schulleiter an der deutschen Volksschule mit Internat in Știuca (Ebendorf). Dort gründete und leitete er ein Streichorchester mit Schulkindern und Jugendlichen und leitete den gemischten Chor.
1965 erwarb er für hervorragende schulische, erzieherische und sozial-kulturelle Leistungen das „Diplom eines Spitzenlehrers“ (rumänisch Învățător fruntaș). Ab 1957 war er neun Jahre lang als methodischer Schulrat für die nationalen Minderheiten im Rayon Lugosch (rumänisch: raion; territoriale Gliederung Rumäniens von 1950 bis 1968) und weitere drei Jahre als Konrektor an den Volksschulen Nr. 1 und Nr. 5 in Lugosch tätig. Gleichzeitig war er Musiklehrer am Deutschen Gymnasium in Lugosch. Acht Jahre lang hatte er dort das Amt des städtischen Musikdirektors inne. 
In seiner Lugoscher Zeit wirkte er im Chor „Ion Vidu“ mit und erwarb vier Landestitel beim Kritiksingen der Amateurformationen. An den Lugoscher Schulen Nr. 1 und 5 leitete er die Schulchöre. Am dortigen deutschen Gymnasium leitete er die Unterhaltungskapelle der Schule, gründete eine Blasmusikkapelle und ein Folkloreensemble. Desgleichen war er Leiter des Volksmusikorchesters am Waisenhaus in Gavojdia.
1975 erwarb er den Zweiten Grad für Vokalmusik an der Musikhochschule in Bukarest.

### Wirken in Deutschland

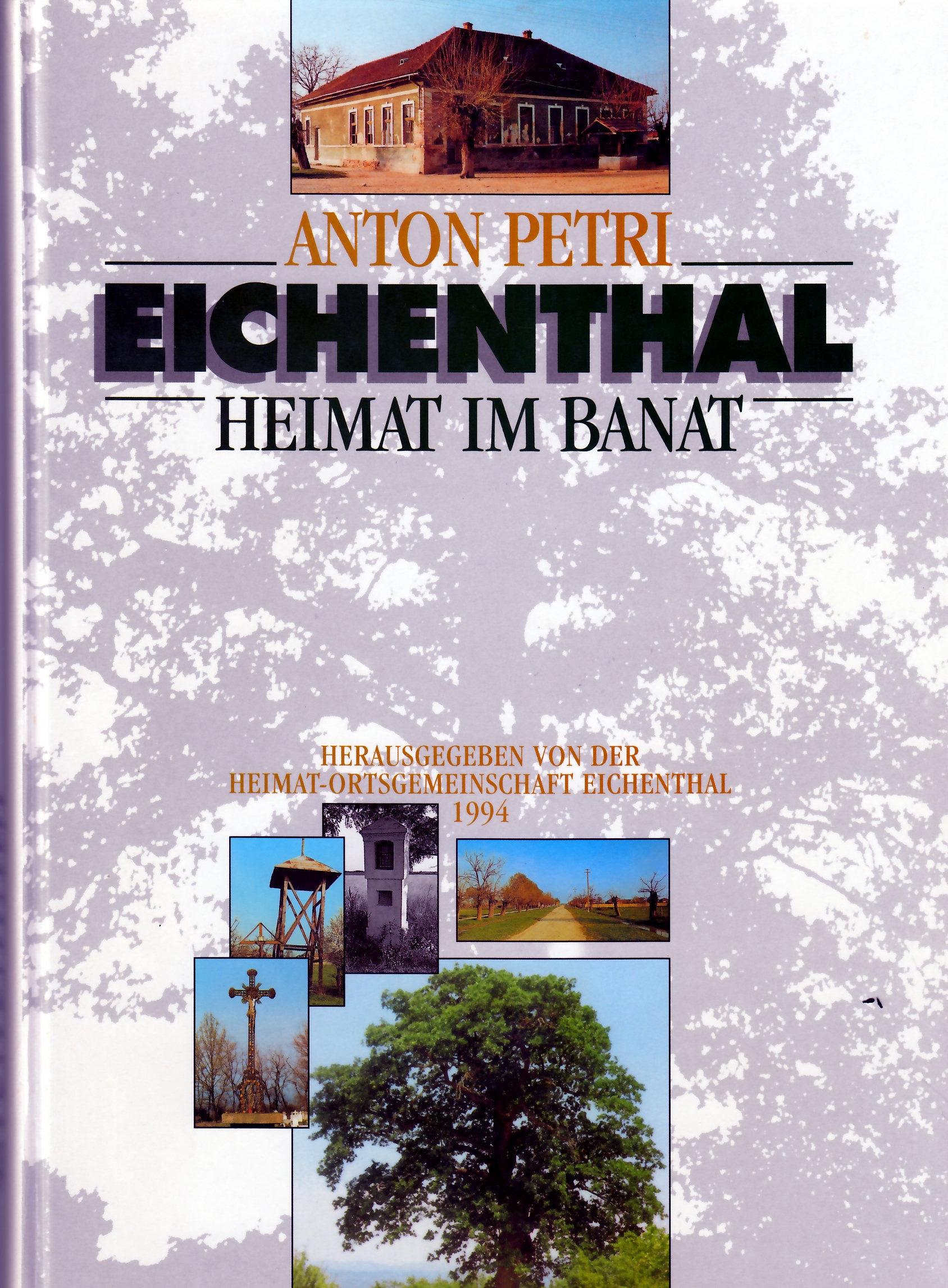
Eichenthaler Heimatbuch von Anton Petri

Im Jahre 1979 siedelte Anton Petri mit seiner Familie in die Bundesrepublik Deutschland aus und lebte bis 1993 im baden-württembergischen Obernheim, danach in Mühlacker, Freiburg und Denzlingen.
Ab 1979 unterrichtete er 14 Jahre lang als Lehrer an der Grundschule und Hauptschule in Obernheim (Zollernalbkreis) und gründete und leitete dort das Schulorchester und die Tanzgruppe. In Oberdigisheim leitete er den gemischten Chor, in Unterdigisheim den Kirchenchor und 1985–1986 in Gößlingen die dortige Blasmusikkapelle. In dieser Zeit schrieb er die Chorsätze für Schüler- und gemischte Chöre, sowie die Potpourris für das Schul- und Unterhaltungsorchester und die Blaskapelle. Mit seinen Musikformationen unternahm er Konzertreisen durch Deutschland, Österreich, Italien, Bulgarien und das ehemalige Jugoslawien. 
Im Jahre 1985 erwarb er die Ehrenurkunde des Landes Baden-Württemberg für vierzig Jahre erfolgreicher Tätigkeit im öffentlichen Dienst. Seit der Gründung der Heimatortsgemeinschaft (HOG) Eichenthal in 1982 engagierte er sich als Kulturreferent in den Heimattreffen und Kirchweihfesten der Eichenthaler in der Ortschaft Asbach-Bäumenheim, wo er ab dem ersten Treffen im Jahre 1984 durchgehend als Festredner fungierte. Desgleichen nahm Anton Petri, als ehemaliger Lehrer in Ebendorf und Lugosch regelmäßig auch an den Heimattreffen der Heimatortsgemeinschaften von Ebendorf und Lugosch teil. 
Am 1. August 1993 trat er in den beruflichen Ruhestand, blieb aber weiterhin für die HOG Eichenthal aktiv. Nachdem Hans Pfeiffer, der Vorsitzende der HOG-Eichenthal, bis 1991 viele Beiträge für das „Heimatbuch“ der Eichenthaler zusammengetragen hatte, entschloss sich Anton Petri das Manuskript des Eichenthaler Heimatbuches 1992 beim 5. HOG-Treffen vorzulegen. 1994, beim 100-jährigen Jubiläum der Gründung Eichenthals, wurde sein Buch „Eichenthal. Heimat im Banat. Geschichte einer deutschen Banater Kleingemeinde von der Gründung bis zum Niedergang“ von der HOG-Eichenthal herausgegeben.
Anton Petri starb nach längerer Krankheit am 8. Mai 2005 in Freiburg. Die Urne wurde in Kitzingen im Grab neben seiner Frau beigesetzt.

## Publikationen
- Anton Petri: Eichenthal. Heimat im Banat. Geschichte einer deutschen Banater Kleingemeinde von der Gründung bis zum Niedergang.  HOG Eichenthal, 1994.